# کارلایل (کارولینای جنوبی)
کارلایل(به انگلیسی: Carlisle) شهری در ایالت کارولینای جنوبی کشور ایالات متحده آمریکا است که جمعیت آن در سرشماری سال ۲۰۱۰ میلادی، ۴۳۶ نفر بوده‌است.